# Orientamento dei sostituenti elettrofili sul benzene
L'orientamento dei sostituenti elettrofili sul benzene è la disposizione non casuale dei sostituenti elettrofili su di un anello benzenico, questo perché i sostituenti elettrofili sul benzene sono in grado di orientare le successive sostituzioni per gli  effetti induttivi e di risonanza sull'anello aromatico. 

## Classificazione
In una prima classificazione i sostituenti si possono dividere in attivanti e disattivanti:
- Gruppi attivanti: in genere sono sostituenti che hanno almeno un doppietto elettronico libero e che si comportano da elettron-donatori, questa caratteristica fa sì che la nube elettronica della molecola sia spostata verso l'anello benzenico per motivi di risonanza, conferendogli una parziale carica negativa. La presenza della carica parziale "attiva" la reazione di sostituzione in quanto i sostituenti elettrofili si legheranno più facilmente sull'anello benzenico.
- Gruppi disattivanti: sono tendenzialmente gruppi elettron-attrattori in grado di spostare la nube elettronica sul sostituente stesso sottraendola all'anello aromatico per effetto induttivo, si ha quindi una parziale carica positiva sul benzene che "disattiva" la sostituzione elettrofila.

A seconda della natura dei legami chimici e dell'elettronegatività degli atomi che compongono il gruppo sostituente, gli attivanti e i disattivanti possono essere più o meno forti, dove per forza  si intende la tendenza più o meno accentuata di favorire o sfavorire la sostituzione sull'anello aromatico:
|        | Gruppi attivanti      | Gruppi disattivanti      |
| ------ | --------------------- | ------------------------ |
| Forti  | -NH2, -NHR, -NR2, -OH | -NO2, –NR3+              |
| Medi   | -OR, –NHCOR           | -C≡N, – CHO, -COR, -COOH |
| Deboli | -R, -Ph               | -F, -Cl, -Br, -I         |

Ad esempio: basandosi sui dati in tabella l'anilina è molto più reattiva del toluene, in quanto il gruppo -NH2 è un attivatore molto più forte di un generico alchile -R (come il metile -CH3 del toluene).
Gli effetti induttivi e di risonanza dei sostituenti non solo sono in grado di "polarizzare" la molecola interagendo con gli elettroni del benzene, ma sotto l'azione di tali effetti possono determinare l'orientamento di una seconda sostituzione elettrofila in posizione orto, meta o para. In questo caso i gruppi si distinguono in Orto, para-orientanti e Meta-orientanti
|        | Orto, para-orientanti     | Meta-orientanti           |
| ------ | ------------------------- | ------------------------- |
| Forti  | -NH2, -NHR, -NR2, -OH     | -NO2, –NH3+, –NR3+        |
| Medi   | -OR, –NHCOCH3             | -C≡N, –SO3H               |
| Deboli | -R, -Ph, -F, -Cl, -Br, -I | -CHO, -COR, -COOR, – COOH |

Salvo eccezioni (come il caso particolare degli alogenobenzeni) i gruppi attivanti per loro natura si comportano da orto, para-orientanti, mentre i gruppi disattivanti da meta-orientanti, si parlerà quindi di gruppi attivanti orto, para-orientanti e gruppi disattivanti meta-orientanti.

## Attivanti orto, para-orientanti
I gruppi attivanti orto, para-orientanti si comportano da elettron-donatori mettendo a disposizione un doppietto elettronico libero per formare un doppio legame con l'anello aromatico. Per effetto di risonanza il legame tra gruppo attivante e benzene avrà caratteristiche intermedie tra un legame semplice e un legame doppio. In questo modo il gruppo attivante acquisterà una parziale carica positiva, mentre l'anello benzenico acquisterà una parziale carica negativa che tende a stabilizzare con diverse forme di risonanza. Si osserva che la carica negativa è dislocata esclusivamente sui carboni in orto e in para al gruppo attivante, la carica renderà il benzene più reattivo per una seconda sostituzione elettrofila che avverrà con maggiore probabilità in posizione orto o para per via dell'alta densità di carica negativa. Il fatto che vi siano due posizioni orto e una sola posizione para può far pensare che la sostituzione dia composti orto e para in proporzione 2:1; in realtà, per motivi di ingombro sterico, spesso il composto in para è più abbondante di quanto non preveda la proporzione (maggiore è l'ingombro sterico del sostituente attivante, maggiore sarà la probabilità che la sostituzione elettrofila avvenga in para).
Composti orto, para-orientanti:
- Fenolo
- Anilina
- Toluene
- Etilbenzene

## Disattivanti meta-orientanti
I gruppi disattivanti meta-orientanti si comportano invece da elettron-attrattori, non tanto per l'elevata elettronegatività del sostituente ma più per l'effetto induttivo tra gli atomi che compongono il gruppo disattivante, che in genere si traduce in una parziale carica negativa sull'atomo direttamente legato all'anello aromatico al quale sottrae elettroni per stabilizzarsi. Anche in questo caso si avrà un legame tra benzene e gruppo disattivante intermedio tra un legame doppio e un legame semplice, con la differenza che il doppietto è stato sottratto all'anello benzenico che dovrà stabilizzare la parziale carica positiva così acquisita con diverse forme di risonanza. Si osserva qui che la carica è dislocata sui carboni orto e para. La parziale carica positiva diminuisce la reattività per una seconda sostituzione elettrofila sul benzene che avverrà molto più lentamente e con maggiore probabilità in posizione meta (dove vi è minore densità di carica positiva).
Composti meta-orientanti:
- Nitrobenzene
- Acido benzoico

## Caso particolare degli alogenobenzeni
Gli alogeni sono sostituenti che tendono a comportarsi da disattivanti (elettron-attrattori), o per via della loro alta elettronegatività, specie nel caso del fluoro, o per la capacità limitata di donazione per risonanza di una coppia elettronica solitaria, capacità ridotta dalla scarsa sovrapposizione degli orbitali _n_pz con l'orbitale 2pz del carbonio (nel caso di Cl, Br e I). L'elettrondonazione per risonanza mitigherà comunque l'effetto induttivo lasciando una maggiore densità di carica negativa sulle posizioni orto e para. 
I sostituenti alogeni si comportano quindi da Disattivanti orto, para-orientanti. Questa può essere vista come un'eccezione, in cui l'effetto induttivo di donatori di carica molto elettronegativi come gli alogeni prevale sulle cariche parziali negative in orto e para, come risultato pur essendo gli alogeni sostituenti disattivanti nei confronti della sostituzione elettrofila aromatica, essi sono orto/para orientanti.
Alogenobenzeni:
- Clorobenzene
- Bromobenzene